# Protanaostigma sybiliae
Protanaostigma sybiliae is een vliesvleugelig insect uit de familie Tanaostigmatidae. De wetenschappelijke naam is voor het eerst geldig gepubliceerd in 1988 door Boucek.